# 올림푸스 PEN E-PL1
PEN E-PL1(영어: Olympus PEN E-PL1)은 2010년 3월 출시된 올림푸스의 미러리스 렌즈 교환식 카메라이다. Pen E-P1의 라이트 버전이며, 일부 재질의 플라스틱 변경, 액정 모니터의 크기 축소, 플래시 내장 및 동영상 녹화 버튼 추가, 손떨림 보정의 1스톱 감소 등의 차이점이 있다.

## 같이 보기
- 마이크로 포서즈 시스템
- 미러리스 카메라